# 나는 비와 함께 간다
《나는 비와 함께 간다》(I Come With The Rain)는 프랑스의 쩐아인흥 감독이 제작한 영화이다. 대한민국의 배우 이병헌과 일본의 가수 기무라 다쿠야가 이 영화의 주연 배우로 캐스팅되어 화제가 되었다.

## 줄거리
전직 형사인 클라인이 대부호로부터 실종된 아들 시타오를 찾아달라는 요청을 받는다. 그는 시타오가 홍콩에 있다는 정보를 입수하고 형사 시절에 함께한 멩지와 함께 시타오의 행적을 쫓는다. 홍콩의 우범 지역까지 도달한 그는 시타오가 마피아 두목의 애인인 릴리와 함께 있음을 알게 된다. 한편, 홍콩의 거물급 마피아 두목인 수동포는 미치도록 사랑하는 애인 릴리가 갑자기 실종되자 분노와 격정에 휩싸이면서 시타오를 찾아 나선다.

## 출연

### 주연
- 이병헌
- 조쉬 하트넷
- 엘리어스 코티스
- 기무라 타쿠야
- 여문락

### 조연
- 시몬 앤드루
- 유세비오 폰셀라
- 트란 누 엔 케
- 러스 킹스턴
- 데아 아퀴노
- 제이콥 J 지아칸

## 기타
- 미술: 비노잇 바로우
- 의상: 주디 슈류스버리
- Line PD: 프랑수아 라모트
- Line PD: 조앤 카발다 바나가
- Line PD: 레사 그린필드